# Plaza del Carmen (Valencia)
La plaza del Carmen es un espacio público de la ciudad española de Valencia.

## Descripción
La plaza, que llevaría ostentando el título actual desde al menos el siglo XVII, se encuentra junto a la iglesia de la Santísima Cruz. Ha mantenido su nombre durante casi todo su existencia, salvo entre 1840 y 1844, cuando se la denominó plaza del Museo, cuando el convento del Carmen se dedicó a pinacoteca.
Aparece descrita en el primer tomo de la Valencia histórica y topográfica (1862) de Vicente Boix con las siguientes palabras:

Carme (Carmen) (Plaza del). Es la que está situada enfrente de la iglesia parroquial de Santa Cruz, antes del convento del Carmen. La forma espaciosa que ahora tiene es muy moderna, porque antiguamente habia algunas casas avanzadas enfrente del campanario, que compraron, para su derribo, los religiosos carmelitas, contribuyendo quindenio á la casa de Escrivá de Romani, de quien era la señoria directa de aquellos solares. Tambien formaban parte de la misma palza las casas que tenia la calle de la Goleta, hoy de Pineda, que avanzaba hácia la iglesia, hasta cerca de la que se llamó calle, ahora açucach de la En-Cruilles, á espaldas de la capilla de la tercera órden, ó de Nuestra Señora Morenita del Cármen. El Almotacen menciona la plaza de este nombre en una providencia de 10 de Marzo de 1691, y puede asegurarse que su denominacion debe ser tan antigua como la fundacion del convento.
(Boix, 1862, pp. 167-168)

El espacio ajardinado central cuenta con la estatua del pintor Joan de Joanes y está circundado por edificaciones de diferentes épocas y entre las que destaca la severa portada del palacio Pineda. Ampliada en 1946 hacia la fachada lateral de la iglesia, con árboles y fuente de Mariano Benlliure, ha sido urbanizada recientemente y sus edificios residenciales están siendo rehabilitados gradualmente.

## Patrimonio
Entre los varios edificios de interés que presenta, destaca la iglesia de la Santísima Cruz, conocida como iglesia del Carmen.
Frente a la iglesia se levanta la casa-palacio del intendente Pineda, construida entre 1728 y 1731 a instancias de Francisco Salvador Pineda, intendente general de los Reinos de Valencia y Murcia, y Justicia Mayor de Valencia. Este edificio fue, desde 1902, sede del colegio de los Hermanos Maristas. En 1918 pasó a estar ocupado por las Angélicas (religiosas de la Sociedad Angélica del Sagrado Corazón de Jesús). Después permaneció abandonado algunos años, hasta su restauración en 1991 para sede de la Universidad Internacional Menéndez y Pelayo.
Al lado de la casa del intendente Pineda, en el número 5 de la plaza, se alza un edificio de estilo ecléctico academicista de mediados del siglo XIX. Se trata de una vivienda unifamiliar de tres plantas muestra de la arquitectura de la época.

## Desarrollo histórico
Inicialmente la plaza era de pequeñas dimensiones, limitándose al espacio frente a la puerta principal de la iglesia. A mediados del siglo XIX se demolieron las casas situadas frente al campanario y las que prolongaban la calle de Pineda, ampliándose así la plaza, en la que se instaló una fuente monumental frente a la puerta de la iglesia. La fuente fue sustituida a fines del XIX por un simple pilón de hierro. La plaza quedó configurada con acceso desde seis calles: Roteros, Padre de Huérfanos, Museo, Palma, Pineda y Pintor Fillol.
Durante la guerra civil de 1936, se ubicó bajo la plaza un refugio antiaéreo con capacidad para 270 personas. En 1960 se remodeló tanto la plaza como las calles adyacentes, peatonalizándola y construyéndose la zona ajardinada en que se situó la estatua de Joan de Joanes. En 1996 se finalizó la pavimentación e intervención en los jardines de la calle Padre de Huérfanos.